# 新发镇 (哈尔滨市)
新发镇是中国黑龙江省哈尔滨市道里区下辖的一个镇，位于市区西南部。

## 历史沿革
1958年设立新发公社，1983年建立新发乡，1989年改建镇。

## 行政区划
新发镇下辖胜利、五星、先锋、红旗、向东、新发、庆丰、建国、五一、东明、岭北等17个村委会。